# Главное бюджетно-строительное управление СС
Главное бюджетно-строительное управление СС (нем. Hauptamt Haushalt und Bauten; HAHB), одно из центральных управлений СС, занимавшееся хозяйственными и финансовыми делами СС. 

## История
Ещё в 1931 году в составе Высшего штаба СС (SS-Oberstab) был создан административный отдел (Verwaltungsabteilung), которому было поручено заниматься всеми хозяйственными и финансовыми делами СС. В результате крупной реорганизации СС в 1933–1934 гг. возникло Административное управление СС в составе Главного управления СС, которое позже получило статус Главного управления (SS-Hauptamt Verwaltung). Позднее Главное административное управление было переформировано в Главное бюджетно-строительное управление СС (HAHB). 20 апреля 1939 года НАНВ было объединено с Административным управлением Главного управления СС и преобразовано в самостоятельное Главное управление администрации и хозяйства СС.
Во главе Главного управления стоял обергруппенфюрер СС Зигфрид Зейдель-Диттмарш, а с 1 февраля 1934 года – обергруппенфюрер СС Освальд Поль.

## Структура
К началу 1939 года Главное бюджетно-строительное управление СС имело следующую структуру:
Управление I (бюджет)
- Главный отдел I/1 (денежное довольствие, бюджет, касса);
- Главный отдел I/2 (юридические вопросы);
- Главный отдел I/3 (обмундирование);
- Главный отдел I/4 (казармы);
- Главный отдел I/5 (места заключения);
- Главный отдел I/6 (продовольственное снабжение);
- Отдел I/H Eingang (архив, кадры);
- Отдел I/K (транспортная служба);

Управление II (строительство)
- Главный отдел II/A (строительство для нужд войск СС);
- Главный отдел II/B (специальные вопросы);
- Главный отдел II/C (строительство для нужд концлагерей и полиции);
- Главный отдел II/D (строительство для нужд НАПОЛА);
- Отдел II/E (кадры).